# جواو فيتور ريبيرو رودريغوس
جواو فيتور ريبيرو رودريغوس (1 ديسمبر 1991 في البرازيل - ) هو لاعب كرة قدم برازيلي في مركز الوسط. لعب مع نادي فلامنغو ونادي لوندرينا.

## وصلات خارجية
- جواو فيتور ريبيرو رودريغوس على موقع قاعدة بيانات كرة القدم.إي يو (الإنجليزية)
- جواو فيتور ريبيرو رودريغوس على موقع Soccerway.com (الإنجليزية)